# Gaillefontaine
Gaillefontaine ist eine französische Gemeinde mit 1.161 Einwohnern (Stand: 1. Januar 2022) im Département Seine-Maritime in der Region Normandie. Die Gemeinde gehört zum Arrondissement Dieppe und zum Kanton Gournay-en-Bray (bis 2015: Kanton Forges-les-Eaux). Die Einwohner werden Gaillefontains.

## Geografie
Gaillefontaine liegt etwa 44 Kilometer nordöstlich von Rouen. Umgeben wird Gaillefontaine von den Nachbargemeinden Beaussault im Norden und Nordosten, Conteville im Norden, Haucourt im Osten, Saint-Michel-d’Halescourt im Süden und Südosten, Pommereux im Süden, Longmesnil und Le Fossé im Südwesten, Le Thil-Riberpré im Westen und Südwesten sowie Compainville im Westen.

## Bevölkerungsentwicklung
| 1962                      | 1968 | 1975 | 1982 | 1990 | 1999 | 2006 | 2013 |
| 1232                      | 1452 | 1503 | 1373 | 1446 | 1460 | 1417 | 1248 |
| Quelle: Cassini und INSEE |      |      |      |      |      |      |      |

## Sehenswürdigkeiten
- Kirche Saint-Maurice
- Kirche Saint-Jean-Baptiste in Noyers
- Kirche Notre-Dame aus dem 13. Jahrhundert
- Reste der früheren Burg aus dem 11. Jahrhundert
- Reste des Klosters aus dem 17. Jahrhundert
- Schloss Saint-Maurice
- Schloss Gaillefontaine aus dem 19. Jahrhundert

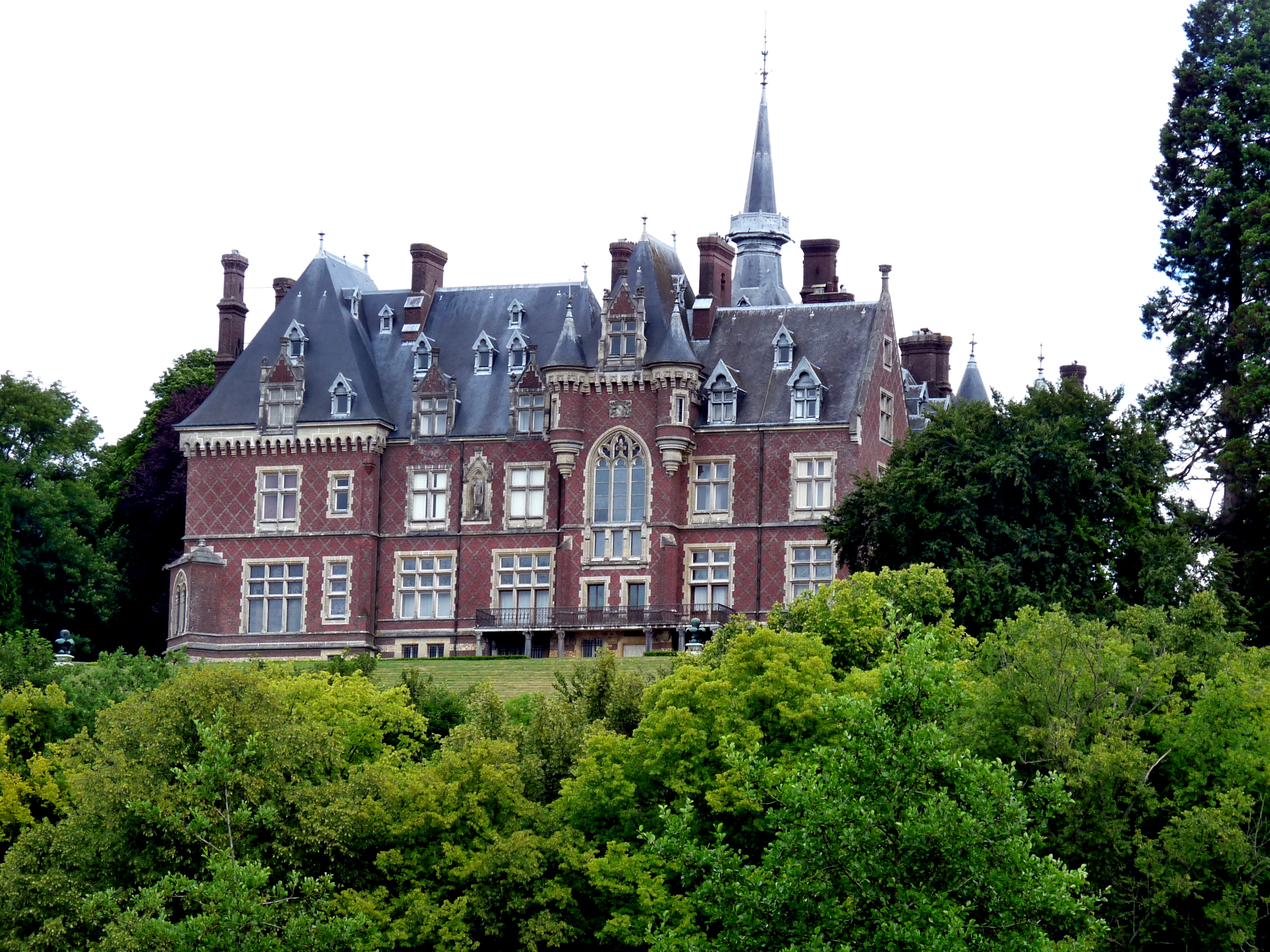
Schloss Gaillefontaine

- Herrenhaus Longuedalle